# Episteira africana
Episteira africana là một loài bướm đêm trong họ Geometridae.